# S:t Johannes kammarkör
S:t Johannes Kammarkör är en blandad kör hemmahörande i S:t Johannes församling i Stockholm. Kören grundades av Karin Oldgren 2002 och verkade fram till 2016. Kören hade som uttalad inriktning att inte specialisera sig på någon viss genre eller musikstil. Kören verkade fram till 
Kören har under sina 12 års verksamhet skapat sig en synnerligen brokig meritlista som innehåller allt från klassiska oratorier och traditionell a cappella-musik till uruppföranden och sceniska uppsättningar. Bland körens tidigare samarbetspartner kan nämnas artistduon Lise & Gertrud, saxofonisten Anders Paulsson, Gotlands tonsättarskola, Symfoniorkestern Pro Musica, Dramatiska Institutet samt sångsolister som Jesper Taube, Mikael Bellini och Margareta Bengtson.
S:t Johannes kammarkör har arbetat sceniskt med operaregissören Helena Röhr och koreografen Clara Nylén vid uruppförandet av Carl Unander-Scharins sceniska oratorium Apostlagärning. Kören har också uruppfört Symphony of Solitarities av Sven Hagvil, tillsammans med sopransaxofonisten Anders Paulsson. Kören har under 2012, 2013 och 2014 framträtt i Folkoperans uppsättning av Carmina Burana. 
Kören deltog 2008 i sin första körtävling på Irland i Cork, Fleishmann International Trophy Competition. 2009 tävlade kören i Harald Andersén Choral competition i Helsingfors, och år 2013 vann man förstapris i kammarkörsklassen och tredje pris i sakrala klassen vid 4th International Anton Bruckner Choir Competition & Festival i Linz, Österrike. 
Kören har gett ut två skivor, Solitude år 2012 tillsammans med Footprint Records samt skivan Följa oss hem tillsammans med bröderna Rongedahl år 2013

## Diskografi
- 2012 - Solitude
- 2013 - Följa oss hem